# Tango y Tango
 Tango y Tango  es una película documental filmada en colores coproducción de Argentina y Cuba dirigida por Mauricio Berú según su propio guion que se produjo en 1984 y no fue exhibida comercialmente pero se vio en varios festivales. Fue filmado en La Habana durante el Festival Internacional del Tango e incluye los ensayos y preparativos y entre sus protagonistas se encontraban  Osvaldo Pugliese,  Sebastián Piana,  Eladia Blázquez y  Nelly Vázquez.

## Reparto
- Osvaldo Pugliese
- Sebastián Piana
- Cancionero ciudadano contemporáneo
- Grupo Gotán
- Trío Mosalini-Beytelman-Caratini
- Eladia Blázquez
- Orlando Blanco
- Nelly Vázquez
- Trío Buenos Aires Tango
- Cuco Vela y Los Pampas
- Alfredo Arán
- Baranda y su grupo
- Rey Díaz Calvet
- Gloria Calvo

## Comentarios
R. García Olivieri opinó en Clarín del 8 de febrero de 1987:

”Tango y Tango contiene noventa minutos de puro fervos, totalmente inédito desde nuestra perspectiva…El realizador ha procedido con suma inteligencia (eludiendo) criterios de noticiero televisivo.”